# Бреславская волость (Усманский уезд)
Бреславская волость — административно-территориальная единица Усманского уезда Тамбовской губернии с центром в селе Бреславка. 

## География
Волость расположена в западной части Усманского уезда. Волостной центр находился в 25 верстах от г. Усмани.

## История
Волость образована после реформы 1861 года.
Волостное управление на основании Общего положения о крестьянах 1861 года составляли:
1. Волостной сход;
2. Волостной старшина с волостным правлением;
3. Волостной крестьянский суд.

Волостные правления были ликвидированы постановлением Совнаркома РСФСР от 30 декабря 1917 года «Об органах местного самоуправления». Управление волости передавалось волостным съездам советов и волисполкомам.
Постановлением ВЦИК РСФСР от 4 января 1923 г. передана в состав Воронежской губернии.

## Состав волости
По состоянию на 1914 год состояла из следующих населенных пунктов:
| №  | Название населённого пункта | Тип населенного пункта | Население |
| -- | --------------------------- | ---------------------- | --------- |
| 1. | Бреславка                   | село, центр волости    | 151       |
| 2. | Аннинка                     | сельцо                 | 170       |
| 3. | Ростовка                    | сельцо                 | 965       |
| 4  | 2-я Екатериновка            | сельцо                 | 202       |
| 5  | 3-я Дмитриевка              | сельцо                 | 377       |
| 6  | 2-е Сокольское              | сельцо                 | 61        |
| 7  | Безымянка                   | сельцо                 | 331       |
| 8  | 2-я Дмитриевка              | сельцо                 | 301       |
| 9  | 1-я Дмитриевка              | сельцо                 | 266       |
| 10 | 2-е Петровское              | сельцо                 | 214       |
| 11 | 2-е Никольское              | сельцо                 | 138       |
| 12 | 1-е Никольское              | сельцо                 | 302       |
| 13 | Федоровка                   | сельцо                 | 1024      |
| 14 | 3-е Петровское              | сельцо                 | 557       |
| 15 | 1-е Петровское              | сельцо                 | 903       |
| 16 | Сухая Лукавка               | сельцо                 | 880       |
| 17 | Богородицкое                | сельцо                 | 426       |
| 18 | 1-я Екатериновка            | сельцо                 | 281       |
| 19 | Борисовка                   | сельцо                 | 63        |
| 20 | Брангуляево                 | сельцо                 | 98        |

## Приход
Приход Архангельской церкви с. Бреславка. Церковь каменная, тёплая, построенная на средства полковника Никифора Марина в 1777 году.

## Население
1890—2597 человек.
Основная масса населения — крестьяне бывшие крепостные.